# The Order (film, 2001)
Pour les articles homonymes, voir The Order.
Pour plus de détails, voir Fiche technique et Distribution.
The Order est un film américain réalisé par Sheldon Lettich en 2001.

## Synopsis
Rudy décide d'aller en Israël pour tenter de retrouver son père qui a disparu là-bas au cours de recherches archéologiques, enlevé par une secte fanatique. Aidé par une femme, il va également essayer de retrouver un parchemin détenu par cette même secte.

## Fiche technique
- Réalisateur : Sheldon Lettich
- Scénario : Les Weldon, Jean-Claude Van Damme
- Photographie : David Gurfinkel
- Musique : Pino Donaggio
- Durée : 89 minutes
- Budget : 25 000 000 $
- Date de sortie DVD
  - États-Unis : 12 mars 2002
  - France : 9 avril 2003

## Distribution
- Jean-Claude Van Damme (VF : Patrice Baudrier) : Rudy Cafmeyer/Charles Le Vaillant
- Charlton Heston (VF : Michel Le Royer) : Professeur Finley
- Sofia Milos (VF : Déborah Perret) : Dalia
- Brian Thompson (VF : Luc Bernard) : Cyrus
- Ben Cross (VF : Hervé Jolly) : Ben Ner
- Vernon Dobtcheff (VF : lui-même) : Oscar
- Sasson Gabai (VF : Igor de Savitch) : Yuri
- Alon Aboutboul (VF : Francis Benoit) : Avram
- David Leitch : inspecteur Mike Moran
- Abdel Qissi : un marchand